# Pristimantis diaphonus
Pristimantis diaphonus es una especie de anfibio anuro de la familia Craugastoridae.

## Distribución
Esta especie es endémica del departamento de Valle del Cauca en Colombia. Habita en el Lago Calima en el municipio de Buenaventura entre los 1.230 y 1.250 m sobre el nivel del mar en el lado occidental de la Cordillera Occidental.

## Descripción
Los machos miden de 24.5 a 31.5 mm y las hembras de 38.0 a 41.5 mm.

## Publicación original
- Lynch, 1986 : New species of Eleutherodactylus of Colombia (Amphibia: Leptodactylidae). 2. Four species from the cloud forests of the western Cordilleras. Caldasia, Bogotá, vol. 15, p. 629-647[5]